# Ammothea hesperidensis
Ammothea hesperidensis is een zeespin uit de familie Ammotheidae. De soort behoort tot het geslacht Ammothea. Ammothea hesperidensis werd in 2000 voor het eerst wetenschappelijk beschreven door Munilla. 